# Dasysyrphus parvilunulatus
Dasysyrphus parvilunulatus är en tvåvingeart som först beskrevs av Peck 1969.  Dasysyrphus parvilunulatus ingår i släktet skogsblomflugor, och familjen blomflugor. Inga underarter finns listade i Catalogue of Life.